# Björntjärnarna (Malå socken, Lappland, 723355-161978)
Björntjärnarna är en sjö i Malå kommun i Lappland och ingår i Umeälvens huvudavrinningsområde.